# Domee Shi
Pour les articles homonymes, voir Shi.
Domee Shi (chinois : 石之予 ; pinyin : Shí Zhīyǔ), née le 8 septembre 1989 à Chongqing en Chine, est une artiste de storyboard et réalisatrice, travaillant pour Pixar depuis 2011.
Torontoise d'origine chinoise, elle a participé à plusieurs films de Pixar, dont Vice-versa (2015), Les Indestructibles 2 (2018), et Toy Story 4 (2019). En parallèle de sa carrière dans la création de storyboard, Shi a réalisé le court-métrage Bao en 2018, devenant ainsi la première femme à diriger un court-métrage chez Pixar. Son travail dans l'animation lui vaut d'être nommée aux 43e Annie Awards et aux International Online Cinema Awards, et sélectionnée au festival du film de Tribeca.
Elle annonce dans une interview, travailler en tant que réalisatrice sur un long-métrage avec les studios Pixar. C’est au cours de l’année 2020 qu’elle annonce avec la productrice Lindsey Collins le titre de son premier long-métrage : Alerte rouge.

## Biographie

### Enfance et éducation
Shi est née en 1989 à Chongqing, en Chine, avant d'immigrer au Canada avec ses parents à l'âge de 2 ans. Elle passe six mois à Terre-Neuve avant de déménager à Toronto où elle grandit, apprenant l'art grâce à son père. Elle est influencée par ce dernier, qui est professeur d'université en Beaux-Arts et un peintre de paysages en Chine. Concernant sa mère, Shi mentionne qu'elle n'est « pas une personne qui montre beaucoup ses émotions », mais qu'elle a reçu beaucoup d'inspiration et de conseils de sa maman lors de la création de Bao. Shi rappelle que « ma maman chinoise était toujours en train de faire en sorte que je ne parte pas trop loin, que je sois en sécurité » et déclare aussi que son plat favori est « les raviolis bouillis au porc et à la ciboulette que faisait ma mère lorsque j'étais enfant ». Durant son enfance, elle regarde énormément les films d'animation du Studio Ghibli et de Disney qui déclenchent sa passion pour le cinéma asiatique et le cinéma d'animation,.
Au lycée, Shi binge-watche des animes, lit des mangas, et est vice-présidente du club d'anime de son école. Elle rejoint la communauté artistique en ligne du site DeviantArt et y poste ses fan-arts. C'est alors sa première exposition dans un environnement étranger à sa famille, ce qui l'aide à établir un réseau avec d'autres artistes. « J'ai pu suivre des artistes et leur envoyer un mail. Avant, vous deviez être en Californie ou connaître un gars qui est ami avec cet autre gars qui travaille chez Disney ou quelque chose comme ça », raconte Shi. Grâce à cette communauté, elle décide de s'inscrire au Sheridan College (en) pour ses études post-secondaires.
Shi y étudie l'animation et obtient son diplôme en 2011. Au cours de sa deuxième année à l'école, elle s'inscrit à un cours enseigné par Nancy Beiman (en) et considère que ses cours l'ont poussé à continuer dans l'animation et dans l'écriture de scénarios. En 2009, elle suit un stage avec Chuck Gammage Animation Inc. comme clean-up artist (nettoyeuse de storyboard), tweener, créatrice de storyboard, et metteuse en animation.

### Carrière
Après avoir obtenu son diplôme, Shi travaille brièvement comme professeure de caricature avec un penchant pour la conception et la création de bande dessinée. En 2011, elle est prise pour trois mois de stage chez Pixar comme dessinatrice de storyboard. Shi écrit une série de bande dessinée en ligne animée intitulée My Food Fantasies en 2014, dans laquelle elle dessinée des situations « bizarres » impliquant des aliments. Shi racontera plus tard qu'elle développe son intérêt pour l'écriture d'histoires au sujet de la nourriture en dessinant My Food Fantasies. Le premier long-métrage sur lequel elle travaille avec les studios Pixar est Vice-versa (2015) en tant que dessinatrice de storyboard. Après avoir brièvement de travail sur Le Voyage d'Arlo, elle commence à travailler sur Toy Story 4 en 2015. Elle est également l'auteure de storyboard pour Les Indestructibles 2 en 2018, pour une séquence mettant en scène les personnages de Jack-Jack et Edna Mode.
Le court-métrage Bao est développé comme un « projet à côté » de son travail sur Vice-versa. Elle le propose finalement à son mentor Pete Docter et Pixar pour obtenir un soutien financier. Bao est approuvé en 2015 et fait de Shi la première femme à diriger un court-métrage pour le studio. Le film se déroule à Toronto et s'inspire de ses expériences d'enfance. Il est projeté en avant-première en 2018 au festival du film de Tribeca en première partie des Indestructibles 2.
En novembre 2018, il est annoncé qu'elle a commencé à travailler sur un long-métrage pour les studios Pixar.

## Influences
Shi est influencée par l'art son père : «  Je lui ai demandé ce qu'il pensait [du film] et il a dit, “j'ai vraiment aimé, mais j'ai aussi des commentaires à te faire.” Et j'étais comme, Ah, c'est classique de mon papa. »
Dans une interview avec Now Magazine, Shi avoue que les films d'animation Mes voisins les Yamadas (1999) et Le Voyage de Chihiro (2001) l'ont influencée lors de la création de son film Bao.

## Filmographie

### Storyboardeuse
- 2015 : Vice-versa (Inside Out) de Pete Docter et Ronnie Del Carmen
- 2015 : Le Voyage d'Arlo (The Good Dinosaur) de Peter Sohn
- 2018 : Les Indestructibles 2 (Incredibles 2) de Brad Bird
- 2019 : Toy Story 4 de Joshua Cooley

### Réalisatrice
- 2018 : Bao (court métrage)
- 2022 : Alerte rouge (Turning Red)
- 2025 : Elio

## Distinctions
| Prix                               | Année | Catégorie                                                                  | Titre      | Résultat     | Ref   |
| ---------------------------------- | ----- | -------------------------------------------------------------------------- | ---------- | ------------ | ----- |
| Annie Awards                       | 2016  | Outstanding Achievement in Storyboarding in an Animated Feature Production | Vice-versa | Nommée       | [ 2 ] |
| International Online Cinema Awards | 2018  | Halfway Award Best Animated Film                                           | Bao        | Nommée       | [ 2 ] |
| Tribeca Film Festival              | 2018  | Best Narrative Short                                                       | Bao        | Sélectionnée | [ 2 ] |